# Във вашия дом 12: Време е
Във вашия дом 12: Време е (на английски: In Your House 12: It's Time) е дванадесетото pay-per-view събитие от поредицата Във вашия дом, продуцирано от Световната федерация по кеч (WWF). Събитието се провежда на 15 декември 1996 г. в Уест Палм Бийч, Флорида.

## Обща информация
Името на шоуто е взето от лозунговата фраза на Вейдър и посочва, че първоначално е планирано да е високо в карда, но поради контузии изобщо не е в шоуто.
Основното събитие е първата шампионска защита на току-що коронования Световен шампион в тежка категория на WWF Психаря Сид, защитаващ я срещу бившия многократен шампион Брет Харт. Шоуто включва пет мача в частта на PPV и два допълнителни мача, проведени след изключването на камерите за присъстващите на арената. С пускането на WWE Network през 2014 г. това шоу става достъпно при поискване, но не включва мача за предварително шоу Free For All.

## Резултати
| №                                         | Резултати                                                                      | Правила                                                       | Време |
| ----------------------------------------- | ------------------------------------------------------------------------------ | ------------------------------------------------------------- | ----- |
| 1                                         | Роки Маивиа побеждава Салваторе Синсере (с Джим Корнет) чрез дисквалификация   | Индивидуален мач                                              | 6:01  |
| 2                                         | Флаш Фънк поб. Лейф Касиди                                                     | Индивидуален мач                                              | 10:34 |
| 3                                         | Оуен Харт и Британския Булдог (ш) (с Кларънс Мейсън) поб. Дизел и Рейзър Рамон | Отборен мач за Световните отборни титли на WWF                | 10:45 |
| 4                                         | Марк Меро (със Сейбъл) поб. Хънтър Хърст Хелмсли (ш) чрез отброяване           | Индивидуален мач за Интерконтиненталната титла на WWF         | 14:03 |
| 5                                         | Гробаря поб. Екзекуторът (с Пол Беарър)                                        | Мач с Армагедон правила                                       | 11:31 |
| 6                                         | Психаря Сид (ш) поб. Брет Харт                                                 | Индивидуален мач за Световната титла в тежка категория на WWF | 17:03 |
| - (ш) – указва шампиона/шампионите в мача |                                                                                |                                                               |       |